# قاعدة المجموع في التكامل
في التحليل الرياضي، تقول قاعدة المجموع في التكامل أن :
{\displaystyle \int \left(f+g\right)\,dx=\int f\,dx+\int g\,dx}
تستعمل هذه القاعدة كثيرا عند النقل من الجانب اليمين إلى اليسار وبالعكس في عمليات جمع التكاملات. وهي من نتائج قاعدة الجمع في التفاضل وإحدى نتائج خطية التكامل.